# 다카야마촌 (나가노현)
다카야마촌(일본어: 高山村)은 일본 나가노현 북동부에 있는 가미타카이군의 촌이다. 주요 산업은 농업, 임업, 관광업 등이다.

## 산
- 가사가다케(笠ヶ岳)
- 만자산(万座山)

## 강
- 마쓰카와강(松川)

## 인접하는 자치체
- 나가노현
  - 스자카시
  - 나카노시
  - 가미타카이군 오부세정
  - 시모타카이군 야마노우치정

- 군마현
  - 아가쓰마군 구사쓰정, 쓰마고이촌, 구니촌

## 역사
- 1889년 4월 1일 - 시정촌제 시행으로 다카이촌과 야마다촌이 성립하였다.
- 1956년 9월 30일 - 다카이촌과 야마다촌이 합병해 다카야마촌이 성립하였다.

## 인구
| 연도 | 인구  | ±%     |
| ---- | ----- | ------ |
| 1940 | 6,127 | —      |
| 1950 | 7,262 | +18.5% |
| 1960 | 6,694 | −7.8%  |
| 1970 | 6,166 | −7.9%  |
| 1980 | 6,931 | +12.4% |
| 1990 | 7,342 | +5.9%  |
| 2000 | 7,776 | +5.9%  |
| 2010 | 7,565 | −2.7%  |